# آتشم را روشن کن
«آتشم را روشن کن» (به انگلیسی: Light My Fire) تک‌آهنگی از دورز است که در سال ۱۹۶۷ میلادی منتشر شد و در اولین آلبوم آنها با نام درها قرار گرفت. این ترانه در چارت آمریکا ۱۰۰ آهنگ داغ بیلبورد به رتبه یک رسید و مجله رولینگ استون آن را در فهرست ۵۰۰ ترانه برتر تمام اعصار رولینگ استون در جایگاه ۳۵م قرار داد.
این ترانه توسط خوزه فلیسیانو بازخوانی شد که به رتبه ۳ در چارت آمریکا رسید. همچنین ویل یانگ نیز آنرا بازخوانی کرد که در چارت انگلیس به رتبه یک رسید.از این ترانه به عنوان یکی از بهترین موسیقی های تاریخ راک یاد می شود.این اهنگ در موسیقی عامه بسیار محبوب است